# Mina Dobzeu
Mina Dobzeu (n. 5 noiembrie 1921, Grozești, județul Lăpușna, Basarabia – d. 7 iunie 2018, Huși, Vaslui) a fost un ieromonah român basarabean. Numele său de mirean a fost Mihail. Mina Dobzeu l-a botezat pe Nicolae Steinhardt la data de 15 martie 1960, în timpul dețentiei acestora de autoritățile regimului comunist.

## Biografie
A fost unul dintre cei șapte copii ai lui Diomid și Vera Dobzeu (care au avut 3 băieți și 4 fete), părinții fiind țărani agricultori. 
După absolvirea școlii primare din localitatea natală (1935), la vârsta de 13 ani a intrat ca frate de mănăstire la Mănăstirea Hâncu (25 martie 1935), unde a rămas până în 1938. A fost trimis apoi la Mănăstirea Căldărușani, vreme de 2 ani, unde a urmat cursurile Școlii de arte și meserii pentru monahi, Secția sculptură. După recăpătarea Basarabiei, Mihail Dobzeu a revenit la Hâncu (1941), până la refugiul din 1944 când, împreună cu întreaga obște a mănăstirii Hâncu, a fost nevoit să se refugieze la mănăstirea Balaciu, jud. Ialomița. În această perioadă a încercat să se înscrie la Seminarul Teologic însă, din cauza malariei, boala de care suferea, i-a fost imposibil. A luptat pe front la Timișoara și apoi în Ungaria. Este veteran de război al Armatei Române.
După război urmează cursurile Școlii de Cântăreți (4 ani) la Constanța, apoi Seminarul Teologic (5 ani) la Mănăstirea Neamț și facultatea de Teologie de 4 ani la București. În anul 1946 este tuns în monahism la Schitul Brădicești, în Episcopia Hușilor, fiind hirotonit ierodiacon în 1948.
În perioada 1948-1949 este arestat timp de 11 luni pentru proteste împotriva scoaterii învățământului religios din școală.
În anul 1955 a primit Sfânta Taină a preoției. A slujit 5 ani la Mănăstirea Nicula și în Parohia Jimbor - Cluj, cel mai mult activând ca preot la Schitul Brădicești.
În 1957 a început să studieze la Facultatea de Teologie Ortodoxă din București, dar în 1959 a fost exmatriculat din anul al II-lea de studii, scos din monahism și condamnat la închisoare pentru atitudinea sa contra Decretului 410/1959, privind desființarea mănăstirilor și reducerea personalului monahal.
A fost închis la Galați, Jilava, Gherla și în colonia de muncă din Delta Dunării. La Jilava s-a întâlnit cu iluștri oameni de cultură ai vremii: Constantin Noica, Nicolae Steinhardt, Dinu Pillat, Alexandru Paleologu, Sergiu Al. George,  iar la Gherla cu Alexandru Zub, Alexandru Ivasiuc și Vasile Vasilache, cel din urmă ajuns vicar al Episcopiei Românești din New York.
Aflat la închisoarea Jilava, pe 15 martie 1960, Mina Dobzeu l-a convertit la credința ortodoxă pe marele cărturar Nicolae Steinhardt. A ieșit din închisoare în 1964.
Din anul 1969 a fost chemat să slujească Biserica la Mănăstirea "Sfinții Apostoli Petru și Pavel" din Huși - Catedrala episcopală. Între anii 1978-1988 fost stareț al Mănăstirii "Sfinții Apostoli Petru și Pavel" din Huși.
Studiile pe care le începuse în anii 1957-1959, au fost continuate ulterior, părintele obținând titlul de licențiat al Facultății de Teologie în 1971.
În anul 1988 este din nou arestat, timp de 8 luni, pentru "răzvrătire" și "uneltire împotriva siguranței statului", în fapt pentru protestele sale materializate în 7 scrisori adresate direct lui Nicolae Ceaușescu, cu privire la morala poporului român și la ateismul în comunism.
Între anii 1996-2002 a îndeplinit funcția de consilier cultural-misionar al Episcopiei Hușilor.
De-a lungul anilor a scris 12 cărți.

### Cărți publicate
- „Hristos, pacea noastră”, Editura „Alfa și Omega”, Chișinău, 1998[4]
- „Trei strigări împotriva lui Antihrist”, Editura „Anastasia”, București, 1999[5]
- „Am fost duhovnicul lui Ceaușescu”, Editura Dacia, Cluj-Napoca, 2002[4]
- „Rugăciunea lui Iisus.Unirea minții cu inima și a omului cu Dumnezeu”(în colaborare), Făgăraș, 2002[4]
- „Rugăciunea inimii pentru toți”, Editura „Trinitas”, Iași, 2003; ret. la Editura „Axa”, Botoșani, 2005[4]